# Trackmasters
Trackmasters – amerykański duet producentów muzycznych, który tworzą Jean-Claude Olivier (pseudonim Poke) i Samuel Barnes (ps. Tone). Czasami występują pod swoimi pseudonimami jako Poke & Tone. Wyprodukowali piosenki, które znalazły się na albumach takich wykonawców jak: Destiny’s Child, R. Kelly, LL Cool J, Mary J. Blige, Nas, The Notorious B.I.G., Will Smith, Mariah Carey i innych.

## Historia i kariera muzyczna
Duet producencki Trackmasters założyli w 1987 roku Samuel Barnes, pseudonim Tone (ur. 20 stycznia 1969 roku w Brooklynie) oraz Jean-Claude Olivier, pseudonim Poke (ur. 21 stycznia 1970 roku). Obaj poznali się dzięki pewnemu menadżerowi z Brooklynu, który szukał producenta dla jednego ze swoich podopiecznych. Obaj przekazali mu swoje taśmy z muzyką instrumentalną. Menadżerowi tak bardzo spodobał się ich produkt, że natychmiast zaczął nazywać ich „my track masters” („moi mistrzowie ścieżek dźwiękowych”). Ich działalność producencka przyczyniła się do ożywienia lub rozwoju kariery takich przedstawicieli rapu jak: Will Smith, LL Cool J, Nas, Foxy Brown, Soul for Real i The Notorious B.I.G..
Współpracowali również z gwiazdami R&B, takimi jak: Mary J. Blige (album Share My World, 1997, podwójna platynowa płyta w tym samym roku), Mariah Carey, Michael Jackson, Kenny "Babyface" Edmonds i R. Kelly.
W 1997 roku założyli wraz ze Steve’em Stoutem wytwórnię płytową Trackmasters Entertainment, produkując debiutancki album zespołu Allure. Jak stwierdził Barnes: „Mamy szerokie gusta muzyczne i chcieliśmy, aby nasza wytwórnia to odzwierciedlała. Chcieliśmy być otwarci na wszystkie rodzaje talentów”. Nawiązali współpracę w zakresie dystrybucji z Columbia Records obejmując w niej stanowiska wiceprezesów wykonawczych w dziale Black Music Division. W 2001 roku ogłosili rezygnację z tych stanowisk chcąc skupić się na własnej firmie poprzez podpisywanie kontraktów producenckich z artystami. Ostatnim albumem wydanym we współpracy z Columbia Records był For All Seasons rapera Nature.
Wyprodukowane przez Trackmasters płyty zdobyły łącznie ponad 7 złotych i 20 platynowych płyt.

## Nagrody i wyróżnienia

### Nagroda Grammy
- Samuel Barnes: 0 zdobytych, 1 nominacja (piosenka „Independent Women Part I” ze ścieżki dźwiękowej Charlie’s Angels: Music from the Motion Picture w kategorii: Best Song Written For A Motion Picture, Television Or Other Visual Media)[7].
- Jean Claude Olivier: 0 zdobytych, 2 nominacje (album Mr. Smith w kategorii: Best Rap Album oraz piosenka „Independent Women Part I”)[8].

W kwietniu 2010 Trackmasters znaleźli się na 6. miejscu listy największych producentów hip-hopowych wszech czasów magazynu Vibe – Greatest Producer Of All Time Bracket (kategoria: Mass Appeal).